# Una familia de diez
Una familia de diez (conocida como Una familia de diez + 2 en su segunda temporada) es una serie de televisión de comedia situacional mexicana creada y producida por Jorge Ortiz de Pinedo en conjunto con su hijo Pedro Ortiz de Pinedo para Televisa. La serie se centra en la familia López, una familia que vive constantemente situaciones divertidas, la cual habita en un apartamento que apenas tiene espacio para los integrantes. Se estrenó el 22 de marzo de 2007.
La serie confirmó una cuarta temporada, que se estrenó el 23 de agosto de 2020, con el regreso de María Fernanda García a la serie, tras su salida desde la segunda temporada. El 4 de octubre de 2020, la quinta temporada se estrenó el mismo día, después de que finalizara su cuarta temporada.
El 9 de agosto de 2024, se estrenó la undécima temporada, exclusiva por Vix, un servicio de streaming en continuo.

## Trama
Plácido López (Jorge Ortiz de Pinedo) es un contador que se está cansando de ser el único sustento de su familia, su esposa Renata y sus 2 hijos, Plutarco (Ricardo Margaleff) y Martina (Mariana Botas). Viven muy felices en un pequeño departamento en la Colonia Doctores de la Ciudad de México.
Cinco años antes de los sucesos de la serie, la tía Licha (María Fernanda García) y su hija a la que llaman La Nena (Andrea Torre) han llegado desde que ambas fueron abandonadas por su marido, luego de que él se «descubriese» como homosexual. Años después, Don Arnoldo López (Eduardo Manzano), el padre de Plácido, se mudó a vivir con ellos ya que no tiene a dónde ir. Posteriormente, se integra una indígena llamada Tecla (Jessica Segura), quien viene del mismo pueblo donde vivía Don Arnoldo («Apaseo el Grande») y por casualidad hace constantes referencias a que Don Arnoldo tiene una relación secreta con su madre.
Plácido trabaja en una empresa que pertenece a Don Justo del Valle, un hombre muy rico, quien tiene una hija llamada Gabriela del Valle «Gaby» (Daniela Luján) de quien Plutarco se enamora profunda e instantáneamente. Plutarco y Gaby se casan en secreto, luego de saber que se convertirán en padres, razón por la cual Gaby se muda con la familia López. Unos capítulos después, llega también Aldolfo (Moisés Iván Mora), el novio de La Nena y se muda, tras descubrir que La Nena también está embarazada.
Así, en poco tiempo, la tranquilidad de la casa López se convierte en una aglomeración de diez personas en el pequeño apartamento. Hay un sinfín de problemas divertidos y  derivados principalmente de la falta de espacio, los problemas económicos y el ingenio y humor de cada uno de los personajes así como algunos otros personajes esporádicos que dan un toque especial a esta serie.

## Reparto
| Intérprete            | Personaje                                   | Temporadas | Temporadas | Temporadas | Temporadas | Temporadas | Temporadas | Temporadas | Temporadas | Temporadas | Temporadas |
| Intérprete            | Personaje                                   | 1          | 2          | 3          | 4          | 5          | 6          | 7          | 8          | 9          | 10         |
| --------------------- | ------------------------------------------- | ---------- | ---------- | ---------- | ---------- | ---------- | ---------- | ---------- | ---------- | ---------- | ---------- |
| Jorge Ortiz de Pinedo | Plácido López Turrubiates Agüado            | Principal  | Principal  | Principal  | Principal  | Principal  | Principal  | Principal  | Principal  | Principal  | Principal  |
| Eduardo Manzano       | Don Arnoldo López Conejo                    | Principal  | Principal  | Principal  | Principal  | Principal  | Principal  | Principal  | Principal  | Principal  | Principal  |
| Zully Keith           | Renata González Padilla de López            | Principal  | Principal  | Principal  | Principal  | Principal  | Principal  | Principal  | Principal  | Principal  | Principal  |
| María Fernanda García | Alicia González Padilla de Martínez «Licha» | Principal  | Principal  |            | Principal  | Principal  | Principal  | Principal  | Principal  | Principal  | Principal  |
| Mariana Botas         | Martina López González                      | Principal  | Principal  | Principal  | Principal  | Principal  | Principal  | Principal  | Principal  | Principal  | Principal  |
| Andrea Torre          | Lucila Martínez González «La Nena»          | Principal  | Principal  | Principal  | Principal  | Principal  | Principal  | Principal  | Principal  | Principal  | Principal  |
| Ricardo Margaleff     | Plutarco López González                     | Principal  | Principal  | Principal  | Principal  | Principal  | Principal  | Principal  | Principal  | Principal  | Invitado   |
| Daniela Luján         | Gabriela del Valle de López «Gaby»          | Principal  | Principal  | Principal  | Principal  | Principal  | Principal  | Principal  | Principal  | Principal  | Invitada   |
| Jessica Segura        | Tecla Sánchez                               | Principal  | Principal  |            |            |            |            |            |            |            |            |
| Moisés Iván Mora      | Aldolfo Castro Cienfuegos                   | Principal  | Principal  | Principal  | Principal  | Principal  | Principal  | Principal  | Principal  | Principal  | Principal  |
| Camila Rivas          | Victoria Adolfina Castro Martínez           |            | Principal  | Principal  | Principal  | Principal  | Principal  | Principal  | Principal  | Principal  |            |
| Victoria Viera        | Victoria Adolfina Castro Martínez           |            |            |            |            |            |            |            |            |            | Principal  |
| Tadeo Bonavides       | Justo «Justito» López del Valle             |            | Principal  | Principal  | Principal  | Principal  | Principal  | Principal  | Principal  | Principal  | Invitado   |
| Carlos Ignacio        | Carlos Martínez                             | Invitado   |            | Principal  | Principal  | Principal  | Principal  | Principal  | Principal  | Principal  | Principal  |
| Patricia Martínez     | Jacinta Sánchez                             |            |            | Principal  | Invitado   |            |            |            |            |            |            |
| Oswaldo Zárate        | Julián                                      |            |            |            |            |            |            |            |            |            | Principal  |
| Wendy Braga           | Sol                                         |            |            |            |            |            |            |            |            |            | Principal  |
| Luz Edith Rojas       | Susi                                        |            |            |            |            |            |            |            |            |            | Principal  |

## Episodios
| Temporada | Temporada | Episodios | Episodios | Emisión original         | Emisión original         |
| Temporada | Temporada | Episodios | Episodios | Primera emisión          | Última emisión           |
| --------- | --------- | --------- | --------- | ------------------------ | ------------------------ |
|           | 1         | 24        | 24        | 22 de marzo de 2007      | 13 de septiembre de 2007 |
|           | 2         | 13        | 13        | 25 de agosto de 2019     | 6 de octubre de 2019     |
|           | 3         | 13        | 13        | 13 de octubre de 2019    | 24 de noviembre de 2019  |
|           | 4         | 13        | 13        | 23 de agosto de 2020     | 4 de octubre de 2020     |
|           | 5         | 13        | 13        | 4 de octubre de 2020     | 15 de noviembre de 2020  |
|           | 6         | 15        | 15        | 5 de septiembre de 2021  | 24 de octubre de 2021    |
|           | 7         | 15        | 15        | 24 de octubre de 2021    | 19 de diciembre de 2021  |
|           | 8         | 15        | 15        | 11 de septiembre de 2022 | 30 de octubre de 2022    |
|           | 9         | 15        | 15        | 30 de octubre de 2022    | 18 de diciembre de 2022  |
|           | 10        | 15        | 15        | 24 de septiembre de 2023 | 5 de noviembre de 2023   |

## Continuidad en teatro
En el año 2014, Jorge Ortiz de Pinedo reunió a todo el elenco original de la serie para hacer una versión de esta serie en teatro durante una corta temporada. Habiendo un cambio en el elenco, intervienen las actrices Gabriela Sánchez Hinojosa y Laura Luz reemplazó a Zully Keith en el papel de Renata.

## Audiencia
| Temporada | Episodios | Primera emisión       | Primera emisión      | Última emisión           | Última emisión       | Promedio de espectadores (millones) |
| Temporada | Episodios | Fecha                 | Audiencia (millones) | Fecha                    | Audiencia (millones) | Promedio de espectadores (millones) |
| --------- | --------- | --------------------- | -------------------- | ------------------------ | -------------------- | ----------------------------------- |
| 1         | 24        | 22 de marzo de 2007   | —                    | 13 de septiembre de 2007 | —                    | —                                   |
| 2         | 13        | 25 de agosto de 2019  | 3.5                  | 6 de octubre de 2019     | 3.0                  | 2.85                                |
| 3         | 13        | 13 de octubre de 2019 | 3.3                  | 24 de noviembre de 2019  | 2.9                  | 3.01                                |
| 4         | 13        | 23 de agosto de 2020  | 2.4                  | 4 de octubre de 2020     | 2.9                  | 2.36                                |
| 5         | 13        | 4 de octubre de 2020  | 2.9                  | 15 de noviembre de 2020  | —                    | —                                   |

## Premios y nominaciones

### Premios TVyNovelas
| Año  | Categoría                 | Nominados                     | Resultados                |
| ---- | ------------------------- | ----------------------------- | ------------------------- |
| 2008 | Mejor programa de comedia | Jorge y Pedro Ortiz de Pinedo | Nominados[cita requerida] |
| 2020 | Mejor serie de comedia    | Jorge y Pedro Ortiz de Pinedo | Nominados                 |
| 2020 | Mejor actor de comedia    | Jorge Ortiz de Pinedo         | Nominado                  |
| 2020 | Los favoritos del público |                               |                           |
| 2020 | El mejor final            | Jorge y Pedro Ortiz de Pinedo | Nominados                 |
| 2020 | Mejor reparto             | Jorge y Pedro Ortiz de Pinedo | Nominados                 |

### Agrupación de Periodistas Teatrales (APT) 2014
| Categoría                    | Nominados             | Resultados |
| ---------------------------- | --------------------- | ---------- |
| Remontaje del Año en Comedia | Jorge Ortiz de Pinedo | Ganador    |
| Actor de Comedia             | Ricardo Margaleff     | Ganador    |